# Publio Herennio Polión
Publio Herennio Polión (en latín, Publius Herennius Pollio) fue un senador romano de finales del siglo I, que desarrolló su carrera política bajo Nerón y la dinastía Flavia. 

## Carrera política
Su único cargo conocido fue el de consul suffectus entre los meses de julio y agosto de 85, bajo Domiciano, junto con su hijo Marco Annio Herennio Polión. Era propietario de un taller alfarero dedicado a la producción de dollia.